# یورن مارکوسن
یورن مارکوسن (انگلیسی: Jørgen Marcussen؛ زادهٔ ۱۵ مهٔ ۱۹۵۰) دوچرخه‌سوار اهل دانمارک است.